# Haus Folch de Cardona

Wappen der Familie Folch de Cardona

Das Haus Folch de Cardona (auch Folc de Cardona) war eine Familie des visigotischen–katalanischen Adels, die erstmals im 11. Jahrhundert bezeugt ist. Der ererbte Besitz der Vizegrafschaft Cardona – der Überlieferung zufolge eine der acht von Karl dem Großen in der Spanischen Mark eingerichteten Vizegrafschaften – begründete die Stellung der Familie als einer der wichtigsten nach der Herrscherfamilie in Barcelona und Aragón; sie stellte je drei Vizekönige von Sizilien und Katalonien sowie je einen in Neapel und Navarra.

## Geschichte
Hug de Cardona, 15. oder 20., auf jeden Fall letzter Vescomte de Cardona, unterwarf sich dem König Peter I. von Aragón und erhielt dafür am 4. Dezember 1357 den Grafentitel als 1. Comte de Cardona. Der 4. Graf von Cardona, Joan Ramon Folch III. († 1464), erbte die Grafschaft Prades, sein Sohn Joan Ramon Folc IV. de Cardona, 5. Graf von Cardona, wurde 1482 zum 1. Herzog von Cardona ernannt; 1491 folgte der Titel eines 1. Marqués de Pallars. Allerdings ging der Herzogstitel über die 3. Herzogin der Familie († 1564) bereits wieder verloren.
Der in Mitteleuropa bekannteste Angehörige der Familie ist Ramón de Cardona (1467–1522), Vizekönig von Neapel (1509–1522) und Verlierer der Schlacht bei Ravenna (1512). Er wurde 1502 zum Herzog von Soma ernannt; der 4. Herzog von Soma erbte den Titel eines Herzog von Sessa und Baena. Die Linie und damit die Gesamtfamilie starben 1768 mit 9. Herzogin von Soma etc. aus.

## Übersicht
1. Hug, † 1341, 12. Vescomte de Cardona
  1. Hug, † 1400, letzter souveräner Vescomte und erster Graf von Cardona
    1. Joan Ramon Folc I de Cardona, † 1442, 2. Graf von Cardona
      1. Joan Ramon Folc II de Cardona, † 1471, 3. Graf von Cardona
        1. Joan Ramon Folch III de Cardona, † 1464, Graf von Cardona, 5. Graf von Prades
          1. Joan Ramon Folc IV de Cardona, † 1513, 5. Graf und 1. Herzog von Cardona (1482)
            1. Ferran de Cardona, † 1543, 2. Herzog von Cardona
              1. Joana Folch de Cardona, † 1564, 3. Herzogin von Cardona

          2. Pere de Cardona, † 1530, Erzbischof von Tarragona (1515–1530), Vizekönig von Katalonien (1521–1523)

    2. Hug Folc de Cardona i Anglesola, † 14101, 5. Baron von Bellpuig
      1. Ramon de Cardona, † 1460, 6. Baron von Bellpuig
        1. Hug de Cardona, † 1463, 7. Baron von Bellpuig
        2. Antonio de Cardona, † 1473, 4. Baron von Belpuig
          1. Ramón III de Cardona y Requeséns, † 1522, 1. Herzog von Soma (1502), Vizekönig von Sizilien, Vizekönig von Neapel 1509,
            1. Ferrán, alias Fernando Folch de Cardona Anglesola y Requeséns, † 1571, 2. Herzog von Soma
              1. Luis de Cardona y Córdoba, † 1574, 3. Herzog von Soma
              2. Antonio Fernández de Córdoba Cardona y Requesens† 1606, 4. Herzog von Soma, 5. Herzog von Sessa, 3. Herzog von Baena
                1. Luis Fernández de Córdoba Folch de Cardona Aragón y Requesens, † 1642, 6. Herzog von Sessa, 4. Herzog von Baena, 5. Herzog von Soma
                  1. Antonio Fernández de Córdoba Folch de Cardona y Anglesola Aragón y Requesens II, † 1659, 7. Herzog von Sessa, 5. Herzog von Baena, 6. Herzog von Soma
                    1. Francisco Fernández de Córdoba Folch de Cardona Aragón y Requesens, † 1688, 8. Herzog von Sessa, 6. Herzog von Baena, 6. Herzog von Soma
                      1. Félix Fernández de Córdoba Cardona y Requesens, † 1709, 9. Herzog von Sessa, 7. Herzog von Baena, 8. Herzog von Soma
                        1. Francisco Javier Fernández de Córdoba Cardona y Requesens, † 1750, 10. Herzog von Sessa, 8. Herzog von Baena, 9. Herzog von Soma
                          1. Buenaventura Fernández de Córdoba Folch de Cardona Requesens y de Aragón, † 1768, 11. Herzogin von Sessa, 9. Herzogin von Baena , 9. Herzogin von Soma

## Stammliste

### Bis zur 1. Hälfte des 14. Jahrhunderts
Die familiären Beziehungen bis zum 14. Jahrhundert sind nur stückweise rekonstruiert.
1. Bernat de Claramunt
  1. Deodat de Claramunt, † nach 1096 ;

⚭ Ermesinda de Cardona, Tochter von Ramon Folc de Cardona, Vescomte de Cardona, und Ermesinda
    1. Bernat Amat, † nach 1135, Vescomte de Cardona,
⚭ Almodis
      1. Guillem, † 1113/26
      2. Ramon Folc (II.), † vor 1151, Vescomte de Cardona ;
⚭ Guillelma
        1. Ramon Folc (III.), † 1176, Vescomte de Cardona;
⚭ Doña Isaneö Sibila de Urgell, Tochter von Ermengol VI., Graf von Urgell (Haus Barcelona), und Arsenda de Cabrera
          1. Guillem, † nach 1209, Vescomte de Cardona,
⚭ Geralda, † nach 1187
            1. Elisenda,
⚭ Arnaud de Castelbon

          2. Anglesa,
⚭ Raimund (V.) Conde de Pallars, Sohn von Arnaldo Mirón (I.) Conde de Pallars, und Oria

      3. Berenguer, † nach 1177
      4.  ? Père, † nach 1177

    2. Ramon Folc , † nach 1151
    3. Guillem, † nach 1151

- Beltrán de Cardona, † nach 1175 ;
⚭ Saurina, † nach 1175

1. Ramon Folc (VIII.) de Cardona, 15. Vesconde de Cardona ;
⚭ Doña Inés, Señora de Teroja
  1. Ramon Folc (IX.) de Cardona, 16. Vesconde de Cardona ;
⚭ Esclarmonde de Foix, Tochter von Roger Bernard (II.), Graf von Foix (Haus Comminges), und Ermesinda de Castelbon.
  2. Brunisenda, † 1289 ;
⚭ Roger de Foix, Graf von Foix, † 1265 (Haus Comminges)

1. Ramon Folc de Cardona, † 1276, Vescomte de Cardona ;
⚭ Sibila de Empuries, Tochter von Ponce (IV.) Graf von Empuries, und Doña Benita Fernández de Lara.
  1. Sibila de Cardona ;
⚭ Álvaro (II.) de Cabrera, Vescomte de Ager, Sohn von Álvaro, Graf von Urgell, und Cécile de Foix

1. Bernat Amat de Cardona, † 1310/12 ;
⚭ Constanza de Pinos, Tochter von Galcéran de Pinos und Berengaria de Montcada
  1. Raymonet de Cardona, X 1324
  2. Sibila de Cardona ;
⚭ Raimondo Roger de Pallars
  3. Constanza de Cardona ;
⚭ Gilabert de Cruïlles

- Ramon Folc de Cardona, † 1320, Vescomte de Cardona,
⚭ Doña María Alfonso de Haro, Tochter von Juan Alfonso de Haro, Señor de Los Cameros, und Doña Constanza Alfonso de Meneses, Witwe von Don Felipe Fernández [de Aragón] Señor de Castro (Haus Barcelona)

- Ramon de Cardona, † nach 1340; Señor de Torá;
⚭ Doña Beatrix de Aragón, uneheliche Tochter von Peter III., König von Aragón (Haus Barcelona), und Doña María Nicolau.

### Die Grafen von Cardona
1. Hug, † 1341, 12. Vizconde de Cardona;
⚭ Beatriu de Anglesola, 9. Baronesa de Belpuig, Schwester und Erbin von Ramón de Anglesola, 8. Barón de Bellpuig, Tochter von Guillem IV de Anglesola, 7. Señor de Belpuig, und Beatriu de Pallars
  1. Hugo, * 1330, † 1400, 15. oder 20. und letzter Vizconde „Gratia Die“ de Cardona, unterwirft sich König Peter I. von Aragón und erhält dafür den Grafentitel: 1. Conde de Cardona (4. Dezember 1357), 10. Barón de Bellpuig;
⚭ I Beatriz alias Blanca Berenguer de Aragón, Tochter von Ramón Berenguer Infant von Aragón, Conde de Ampurias und Prades, Sohn von König jakob II. von (Haus Barcelona), und María Blanca von Sizilien;
⚭ II vor 1375 Beatriz de Ejérica Luna y Aragón, Tochter von Pedro Martínez de Luna, Señor de Almonacid y de Pola, und Elfa de Xérica y Aragón, * 1340, † nach 1380, Tochter von Pedro de Ejérica, Barón de Ejérica, * um 1302, † 1362, und Bonaventura de Arborea (Bas-Serra)
    1. (I) Beatriu de Cardona, † um 1372;
⚭ Cardona 22. August 1363 Pere II, Conde de Urgel, Vizconde de Ager, Barón de Entenza y Antillón Sohn von Jaime Infant von Aragón, Conde de Urgel, Vizconde de Ager (Haus Barcelona), Barón de Entenza y Antillón, und Cecilia de Comminges
    2. (II) Joan Ramón I Folc de Cardona, „la Cabeza de San Juan Bautista“, * 1375, † Cardona 1442, 2. Conde de Cardona ;
⚭ I 1392 Juana de Aragón y Castilla, Tochter von Alfonso de Aragón y Foix, Conde de Denia, 2. Conde de Ribagorza, Marqués de Villena, 1. Duque de Gandía (Haus Barcelona), und Violant de Arenós, Tochter und Erbin von Gonzalo Díez de Arenós, Señor de Val Guadalest;
⚭ II Beatriu de Pallars, Tochter von Hug Roger II, Graf von Pallars(-Subirá), und Violante d’Orcau
      1. (I) Joan Ramón Folc II de Cardona, „el Celdonico Ermentero“, * 1400, † 1471, 3. Conde de Cárdona;
⚭ 1414 Juana de Aragón, 4. Condesa de Prades, Vizcondesa de Villamur, Señora de la Baronía inmemorial de Entenza, Señora de Arenós, * um 1392, † 1440, Schwester der Königin Margarita von Aragón, der Ehefrau des Königs Martin I. von Aragón und Sizilien, Tochter von Pedro de (Aragón)-Prades, Barón de Entenza, und Juana de Cabrera
        1. Juan Ramón Folch III de Cardona, * 1418, † 18. Juni 1464, Conde de Cardona, 5. Conde de Prades, Vizconde de Villamur, Señor de la Baronía de Entenza, Admiral von Aragón, Generalleutnant, Generalkapitän und Vizekönig von Katalonien, Generalkapitän und Vizekönig von Sizilien;
⚭ I 1444/1445 Juana de Aragón, * Sijena um 1413, † um 1445, Tochter von Jaime II de Aragón, Conde de Urgel, und Isabel de Aragón;
⚭ II Elisabet de Cabrera, Tochter von Bernat Joan de Cabrera, Vizconde de Cabrera y Bas, 2. Conde de Modica, 3. Conde de Osona, und Violant de Prades, Baronesa de Cacamo
          1. (I) Joan Ramón Folc IV de Cardona, * 1446, † 1513, 5. Conde y 1. Duque de Cardona (1482), 1. Marqués de Pallars (1491), 6. Conde de Prades, Vizconde de Villamur, Barón de Entenza, Condestable y Almirante de Aragón, Generalleutnant von Aragón, Mayordomo mayor del principe de Asturias, Comendador de Barcelona;
⚭ 1457 Aldonza Enríquez de Quiñones, Señora de Elche y Crevillente, * 1450, Tochter von Bernardino Fadrique Enríquez, 1. Conde de Melgar, 1. Conde de Rueda, 2. Almirante de Castilla, 2. Señor de Medina del Río Seco, und Teresa de Quiñones – Nachkommen siehe unten
          2. (I) Jaume de Cardona, Prior von Sant Lorenç de Morunys.
          3. (I) Caterina de Cardona.
          4. (I) Pere de Cardona, * Cardona, † 1530, Abt von Santa María de Solsona, Lavaix und Bages, Bischof von Urgell (1472–1515), Erzbischof von Tarragona (1515–1530), Leutnant, Generalkapitän und Vizekönig von Katalonien (1521–1523).

        2. Joana Folc de Cardona;
⚭ Arnau Roger IV, Graf von Pallars(-Subirá), † 1451, Sohn von Roger Bernat, Comte de Pallars (-Subirá), † 1424, und Beatriu de Cardona
        3. Margarida Folc de Cardona;
⚭ Galcerán VII de Pinós, Vizconde de Illa und Canet, Sohn von Bernat Galcerán de Pinós, „el Cavaller“, Señor de Illa, Canet, Pinós y Mataplana, und Aldonza de Mur
        4. Timbor de Cardona, Nonne.
        5. Violant de Cardona, † um 1490.
        6. Elisabet de Cardona.
        7. (nat) Jaume de Cardona, Prior von Sant Miquel del Pal.
        8. (nat) Elisabet de Cardona, Nonne in Vallbona.
        9. (nat) Bernat Bord de Cardona.

      2. (I) Hug de Cardona, † um 1470, 1. Señor de Guadalest,;
⚭ Blanca de Navarra, Señora de Caparroso, Tochter von Jean de Béarn, 1. Barón de Béhorléguy, 1. Vizconde de Arberoa, und Juana de Navarra (Haus Frankreich-Évreux)
      3. (I) Jaime de Cárdona, * Cardona 1405, † 1. Dezember 1466, Kanoniker in Barcelona und Lleida, Erzdiakon in Barcelona, Kanzler von Katalonien (1440–1446), Bischof von Vic (1445–1459), Bischof von Girona (1459–1462), Bischof von Urgell (1462–1466), Kardinaldiakon (18. Dezember 1461)
      4. (I) Joana de Cardona;
⚭ Francesc Gilabert de Centelles, Señor y 1. Conde de Oliva, 6. Señor de Nules, Sohn von Bernat de Centelles, 5. Señor de Nules, Señor de Oliva y Rebollet, Señor de Monteagudo, Marguini, Osilo, Leilogo y Anglona en Cerdeña, Condestable de Aragón, und Leonor de Queralt
      5. (I) Elionor de Cardona.
      6. (I) Pere de Cardona;
⚭ Joana N:
        1. Beatriu de Cardona;
⚭ Hug de Serralunga.

      7. (II) Beatriu de Cardona.
      8. (II) Antonio de Cardona, † 1467, Bischof von Elne
      9. (II) Violant de Cardona, † 1523;
⚭ Felip d’Albert, Señor de las Baronías de Ponts und Agramunt, Carlán de Força Reial, Generalgouverneur von Katalonien (1461), Sohn von Bernat d’Albert, Señor de las Baronías de Ponts und Maldá, Señor de Sant Hipolit, Bruder von Galcerán d’Albert, Bischof von Barcelona und Bischof von Elne
      10. (nat) Joan Bastard de Cardona, † nach 1488, Señor de la Baronía de Lloberola (de iure uxoris),;
⚭ Agraida de Sacirera, Señora de la Baronía de Lloberola, alias Agraida Gilabert, alias Caterina
        1. Elisabet de Cardona, Baronesa de Lloberola;
⚭I Arnau Alamany de Toralla, Sohn von Roger Alamany de Toralla, Señor de Toralla, und Sibilla;
⚭II Francesc Galceran de Pinós, Barón de Gironella und Peguera, † 1540, Tochter von Galceran VII Galceran de Pinós, Vizconde de Illa, Canet y Castellar, Barón de Pinós, Mataplana, la Portella, Lluçà Gironella, Peguera, y Bagá, Señor de Palmerola

    3. (II) Elfa de Cardona, † 1420;
⚭ I Juan I de Aragón, Conde de Ampurias, * 1375, † Castellón de Ampurias 1401, Sohn von Juan de Aragón, Conde de Ampurias und Juana Infanta de Aragón ;
⚭ II Acardo Pere de Mur, Barón de l’Albí, Sohn von Lluis de Mur, Barón de l’Albí i de Cerviá, und N de Cerveló
      1. (II) Violant Lluïsa de Mur i de Cardona, † 1467, Señora de las Baronías de l’Albí i de Cerviá,;
⚭ I Ponç de Perellós;
⚭ II Fadrique de Aragón, Conde de Luna y Ejérica, Señor de Segorbe, * 1400/3, † Ureña 1438, unehelicher von Martín II. „el Joven“, König von Sizilien, und Tarsia Rizzari
        1. (I) Elfa de Perellós, Señora de las Baronías de l’Albí i de Cerviá;
⚭ Hug de Cardona, 7. Barón de Bellpuig, † 1463

    4. Beatriu de Cardona;
⚭ Roger Bernat, Conde de Pallars(-Subirá), † 1424, Sohn von Hug Roger II, Conde de Pallars (-Subirá), und Blanca de Foix-Comminges
    5. Hug Folc de Cardona i Anglesola, † 14101, Barón de Almonacid, 5. Barón de Bellpuig;
⚭ Francesca de Pinós, Tochter von Bernat Galcerán de Pinós i Fenollet, Señor de Pinós y Mataplana und Aldonça de Castro, Señora de Guimerá y las Baronías de Castro y Peralta, Tochter von Felip III, Señor de Castro y Peralta, und Francesca Alemany, Señora de Guimerá
      1. Ramón de Cardona, † 1460, 6. Barón de Bellpuig, de Linyola y d’Utxafava, Barón de Calonge;
⚭ Caterina de Centelles, Tochter von Francesc Gilabert de Centelles, Señor y 1. Conde de Oliva, 6. Señor de Nules, Señor de los Estados de su Casa, und Beatriz de Urrea y Centelles
        1. Hugo de Cardona, † 1463, 7. Barón de Bellpuig, enteignet als Parteigänger des Prinzen von Viana,
⚭ 1444 Elfa de Perellós, Señora de las Baronías de l’Albí i de Cerviá, Tochter von Ponç de Perellós, und Violant Lluïsa de Mur i de Cardona, Señora de las Baronías de l’Albí i de Cerviá
          1. Marciana de Cardona;
⚭ Gaspar Joan de Josa, Señor de la Baronía de Madrona.
          2. Hug IV de Cardona, † 1514, Barón de l’Albi i de Cerviá;
⚭ Joana Ballester
            1. Joana de Cardona-Anglesola, † 1560, Baronesa de l’Albí i de Cerviá;
⚭ Pere Lluis d’Erill-Orcau Argensola, Barón d’Erill, Orcau y la mitad de Anglesola ,† 1540, Sohn von Antonio I d’Erill, Barón d’Erill, und Antonia Roig

          3. Tochter , † vor 1492.
          4. Acard de Cardona, † nach 1492.
          5. Paula de Cardona, † vor 1467.
          6. Elionor de Cardona.

        2. Antonio de Cardona, † 1473, 4. Barón de Belpuig, de Linyola und Utxafava;
⚭ Castellana de Requesens, Baronesa de Linyola, Schwester von Galcerán de Requesens, 1. Conde de Palamós, Tochter von Galcerán de Requesens i de Sant Coloma, Barón de Molin el Rei, Senyor de Santa Creuy d’Olord, Vallvidera i Sant Bertomeu de la Quadra, Gouverneur von Katalonien, und Elisabet Joan de Soler, Señora de Martorell y Rosanés
          1. Ramón III de Cardona y Requeséns, † 10. März 1522, 1. Duque de Soma (12. Dezember 1502), 1. Conde de Oliveto (22. Dezember 1515), Barón de Belpuig, Linyola y Utxafavá, Vizekönig von Sizilien, Gran Almirante de las Galeras de Nápoles, Vizekönig von Neapel 1509, Capitán general de Italia, Generalísimo de la Santa Liga;
⚭ Elisabet de Requesens, 2. Condesa de Palamós, de Avellino y Trivento, Baronesa de Calonge, Erbtochter von Galcerán de Requeséns i Joan de Soler, 1. Conde de Palamós, Avelino y Trivento, Capitán de la Armada del rey Fernando de Nápoles, und Beatriz Enríquez – Nachkommen siehe unten
          2. Castellana de Cardona;
⚭ Don Ferrante d’Aragona, Duca di Cajazzo, Conte di Arena e Stilo, unehelicher Sohn von Ferdinand I., König von Neapel, und Diana Guardato (Haus Barcelona)
          3. Antonio de Cardona
          4. Elisabet de Cardona;
⚭ Bernat de Vilamarí, 1. Conte di Capaccio (Neapel), Gran Almirante de Sicilia, Vizekönig von Neapel und Sizilien, Sohn von Joan de Vilamarí i de Boadella, Señor de Palau Severdera, 1. Barón de Palamós, Almirante y Capitán general de la Armada catalana
            1. Joana de Vilamarí i de Cardona;
⚭ Antonio de Cardona, 1. Marchese della Padula, Sohn von Artale de Cardona, 2. Conte di Colisano, Gran Cancelliere del Regno di Sicilia, † 1478, und Maria Ventimiglia, Baronessa di Pettineo
            2. Elisabet de Vilamarí i de Cardona-Bellpuig, 2. Contessa di Capaccio, † nach 1556;
⚭ 1520 Ferrante Sanseverino d’Aragona, 4. Principe di Salerno, 3. Duque de Villahermosa, 14. Conte di Marsico, 3. Conde de Cortés, * 18. Januar 1507, † Avignon 1568 (Haus Sanseverino), Sohn von Roberto III di Sanseverino e Montefeltro, 3. Principe di Salerno, 13. Conte di Marsico, und Marina de Aragón, * 1485, † 1513

        3. Guillen de Cardona, † 1463.
        4. Elionor de Cardona, † um 1454;
⚭ 1451 Antonio Cubello, Marchese d’Oristano, Conte del Goceano, * Oristano 1396, † 27. April / 28. Mai 1463, Sohn von Leonardo Cubello, Marchese d’Oristano, Conte del Goceano, und Quirica Deiana
        5. Pere de Cardona, † nach 1456.
        6. Elfa de Cardona, † nach 1488;
⚭ Lluis de Requesens y Joan de Soler, 2. Conde de Palamós, Señor de las Baronías de Molins del Rei i de Castellvell de Rosanés, Señor de Martorell, Generalgouverneur von Katalonien, * um 1434,† 1509, Sohn von Galcerán de Requesens und Sant Coloma, und Isabel Joan de Soler

      2. Joan de Cardona

    6. Pere de Cardona, † 1411, Bischof von Lleida, Apostolischer Protonotar,.
    7. Marquesa de Cardona;
⚭ Galcerán Ademar de Santapau, Barón de Santa Pau, Castellfollit, Mosset (Katalonien), Barone di Butera e di Licodia, Signore di Lentini (Sizilien), † um 1438, Sohn von Hug III Ademar de Santa Pau, Barón de Santa Pau, Señor de Finestres, Sant Aniol, Sanluri y Santa María dels Arcs, und Beatriu de Ribelles
    8. Antonio de Cardona, Conte di Caltabellotta, en Sicilia, Vizekönig von Sizilien;
⚭ Leonor Manoel de Vilhena, * 1380, Tochter von Henrique Manoel de Vilhena, 1. Conde de Seia en Portugal
      1. Pedro de Cardona y Villena, 1. Conte di Golisano (Collesano, Sizilien, 1444), † 1450;
⚭ NN:
        1. Artale de Cárdona, † 1478, 2. Conte di Collesano, Gran Cancelliere del Regno di Sicilia;
⚭ 22. Juli 1466 María Ventimiglia, Baronessa di Pettineo, Tochter von Antonio Ventimiglia, 2. Marchese di Geraci, Conte di Catanzaro, Signore di Castelbuono, Tusa, Gangi, S. Mauro e Pollina, Grande Almirante di Sicilia, Vicario del Regno, Capitano Generale delle Armi , † 1480, und Margherita Chiaramonte e Orsini
          1. Pietro de Cardona, † 29. April 1522, 3. Conte di Collesano, Gran Almirante e Gran Connestabile del Regno di Sicilia, gefallen in der Schlacht bei Bicocca;
⚭ Susanna Gonzaga, † 1556, Tochter von Gianfrancesco Gonzaga, Signore di Sabbioneta, 1. Conte di Rodigo, und Antonia del Balzo
            1. Artale de Cardona, † 1536;
⚭ Maria de Cardona, * 1509, † Neapel 9. März 1563, Tochter von Giovanni de Cardona, Conte di Avellino, † 1512, und Giovanna Villamarino, † 1511;
            2. Diana di Cardona, † vor 1540, Baronessa di Caronia, signora di Marsa;
⚭ Don Ettore II Pignatelli, 2. Duca di Monteleone, 2. Conte di Borrello, Barone di Cinquefronde, Grande de España, † 16. Januar 1579
            3. Donna Giulia Antonia di Cardona, † 1545, 4. Contessa di Collesano
⚭ Don Antonio d’Aragona, 2. Duca di Montalto, * 1506, † 6. Oktober 1543, Sohn von Don Ferrante d’Aragona, 1. Duca di Montalto (Haus Trastámara), und Donna Caterina de Cardona

          2. Ugo de Cardona, † 1503, X Gaeta;
          3. Giovanni de Cardona, † Ferrara Mai 1512, Conte di Avellino, † nach der Schlacht von Ravenna 1512;
⚭ Giovanna Villamarino, † 1511, Tochter von Bernat II de Vilamarí, alais Villamaríno, 1. Conte di Capaccio, Gran Almirante di Sicilia, Vizekönig von Neapel und Sizilien, † 1512, und Elisabet de Cardona;
            1. Maria di Cardona, * 1509, † Neapel 9. März 1563, 2. Marchesa di Padula, Contessa di Avellino, Baronessa di Candida;
⚭ I Artale de Cardona, † 1536, Sohn von Pietro de Cardona, 3. Conte di Colisano, Gran Almirante e Gran Conestabile del Regno di Sicilia, Stratigoto de Mesina, und Susanna Gonzaga;
⚭ II 1539 Francesco d’Este, * Ferrara 1. November 1516, † Ferrara 22. Februar 1578, Marchese di Massa Lombarda, Sohn von Alfonso I. d’Este, Duca di Ferrara, Modena e Reggio, und Lucrezia Borgia

          4. Diana de Cardona, † 1494;
⚭ Alfonso d’Ávalos e d’Aquino, 1. Marchese di Pescara, X 1495
          5. Leonora de Cardona e Ventimiglia;
⚭ 1480 Enrico II Ventimiglia, 3. Marchese di Geraci, Signore di Castelbuono, Tusa, Gangi, S. Mauro e Pollina
          6. Antonio de Cardona, † 21. September 1513, 1. Marchese della Padula
⚭ Francesca Orsini, Tochter von Gian Giordano Orsini, Signore di Bracciano, Campagnano, Trevignano, Scrofano, Galeria, Fornello e Vicovaro, † Castillo de Vicovaro 1517, und Felice della Rovere

    9. Elionor de Cardona;
    10. Aldonça de Cardona, † 1445;
⚭ vor 1405 Guerau Alemany de Cervelló y de Queralt, Señor de las Baronías de Querol, Montagut y Sant Martí Sarroca, † 1418 , Sohn von Ramon Alemany de Cervelló, Señor de las Baronías de Querol, Montagut, Subirats y Sant Martí Sarroca, Gouverneur von Katalonien, und, Beatriu de Queralt

  2. Ramón Folc de Cardona;
  3. Guillem Folc de Cardona;
  4. María de Cardona;
⚭ Alfonso Roger de Lauria, Señor de Cocentaina † 1355, Sohn von Jaime II de Aragón, Barón de Ejérica (Haus Barcelona), und Beatriz de Lloria, Señora de Cocentaina,
  5. Beatriu de Cardona
⚭ Pons de Cabrera, Vizconde de Cabrera y Bas, Sohn von Bernat II de Cabrera, 8. Vizconde de Cabera y Bas, Ricohombre de Aragón, Señor de Montoríu, de la Puebla de Alcocer, Hostalrich, Blanes, San Pol, Maresma, und Timbor de Fenollet

### Die Herzöge von Cardona
1. Joan Ramón Folc IV de Cardona, * 1446, † 1513, 5. Conde y 1. Duque de Cardona (1482), 1. Marqués de Pallars (1491), 6. Conde de Prades, Vizconde de Villamur, Barón de Entenza, Condestable y Almirante de Aragón, Generalleutnant von Aragón, Mayordomo mayor del principe de Asturias, Comendador de Barcelona;
⚭ 1457 Aldonza Enríquez de Quiñones, Señora de Elche y Crevillente, * 1450, Tochter von Bernardino Fadrique Enríquez, 1. Conde de Melgar, 1. Conde de Rueda, 2. Almirante de Castilla, 2. Señor de Medina del Río Seco, und Teresa de Quiñones – Vorfahren siehe oben
  1. Fernando de Cárdona, * um 1470, † Barcelona 13. November 1543, 2. Duque de Cardona, 2. Marqués de Pallars, 7. Conde de Prades, Vizconde de Villamur, Barón de Entenza, Gran Condestable y Almirante de Aragón;
⚭ I Epila, Provinz Saragossa, 17. Februar 1498 Francisca Manrique, † Arbeca, Provinz Lleida, 21. August 1529, Tochter von Pedro Manrique de Lara, 2. Conde de Treviño, 1. Duque de Nájera, 10. Señor de Amusco, Señor de Redecilla, Navarrete, Villoslada, Ricohombre de Castilla, * 1443, † 1. Februar 1515, und Guiomar de Castro (Haus Manrique de Lara);
⚭ II Isabel Agustí, † Barcelona 24. Februar 1576, Tochter von Antoni Agustí Sicar und Aldonça Albanell Durall
    1. (I) Joana Folch de Cardona, * um 1500, † 16. Februar 1564, 3. Duquesa de Cardona, 3. Marquesa de Pallars, 8. Condesa de Prades, Vizcondesa de Villamur, Señora de la Baronía de Entenza;
⚭ um 1515 Alfonso de Aragón, 2. Duque de Segorbe, 32. Conde de Ampurias, * um 1490, † 16. Oktober 1562, Sohn von Enrique, Infante de Aragón, „el Infante de la Fortuna“, 1. Duque de Segorbe , * nach 1445, † um 1522 (Haus Trastámara), und Guiomar de Castro, alias de Portugal, alias de Braganza – Nachkommen
    2. (I) Aldonça Folch de Cardona;
⚭ Luis V de Beaumont, 4. Conde de Lerín, 4. Condestable de Navarra, Chanciller mayor del Reino de Navarra, 3. Marqués de Huéscar, 5. Señor de las Baronías, Castillos y Villas de Dicastillo, San Martín, Curton, Guissens etc., † 9. Januar 1565 (Haus Frankreich-Évreux)
    3. (I)María Folch de Cardona;
⚭ 1525 Francesc Gelabert II de Centelles, 3. Conde de Oliva, 8. Señor de Nules, Señor de los Estados de su Casa, Sohn von Querubín Joan de Centelles, Señor de la villa de Ayora, † X gegen die Mauren
    4. (I) Anna de Cardona;
⚭ Joan de Montcada, 3. Conte di Marmilla, 11. Barón y 1. Conde de Aitona, Barón de Serós, Mequinensa y Soses, Señor de Vallobar, Palma, Ador y Beniarche, 3. Barón de Llagostera, Gran Senescal y Maestre Racional de Cataluña, Maestro Giustiziere del Regno de Sicilia 1529, Presidente del Regno 20. Dezember 1535, Generalkapitän und Vizekönig von Sizilien 12. Januar 1536, † nach 1536
    5. (II) Hipólita de Cardona.
    6. (II) Elisabet de Cardona, Äbtissin von Pedralbes.
    7. (nat) Joana de Cardona.

  2. Antoni Folc de Cardona, Barón de Sant Boi, Vizekönig von Cerdagne, Mayordomo mayor de la emperatriz María, † 1555;
⚭ Ana Maria Requesens de Soler y Enríquez de Velasco, Tochter von Galcerán de Requesens y Joan de Soler, 1. Conde de Palamós, und Beatriz Enríquez
    1. Joan de Cardona y Requesens, * Barcelona, † 1572, Barón de Sant Boi, Generalkapitän der Galerren Siziliens und Neapels, Vizekönig von Navarra,
⚭ Francisca Guiso, alias María:
      1. Antoni de Cardona;
⚭ NN:
        1. Gabí de Cardona, Barón de Galtelli.

    2. Margarita Folch de Cardona y Requesens, * Barcelona, † 23. Februar 1609;
⚭ 1553 Adam von Dietrichstein, Herr zu Nikolsburg, Majordomus des Kaisers Rudolf II. in Prag, * 9. Oktober 1527, † 5. Januar 1590 (Dietrichstein)
    3. Francesc de Cardona.
    4. Anna de Cardona, Baronesa de Sant Boi;
⚭ I Belasc d’Alagó Arborea, 2. Conde de Villasor (Cerdagne);
⚭ II Álvar de Madrigal y Cervelló, Barón de Alcalá y Mosquera (Königreich Valencia), Leutnant und Generalkapitän von Cerdagne (1556–1559), * Castelló d’Empuries, † Cáller, Cerdagne, 1569, Sohn von Pere de Madrigal i d’Ixer und Rafaela de Cervelló
    5. Beatriu de Cardona;
⚭ Hugo IV de Urrìes y Ventimiglia, 10. Señor de la Baronía de Ayerbe, Comendador de Enguera, † 1605, Sohn von Pedro Jordán X de Urríes, 9. Señor de Ayerbe, Vizekönig von Kalabrien, und Ana de Ventimiglia
    6. Jerónima de Cardona.
    7. Joana de Cardona.

  3. Alonso de Cardona;
⚭ Aldonça de Terrá.
  4. Juana Folch de Cardona, † 30. Januar 1547;
⚭ 1503 Antonio Manrique de Lara, 2. Duque de Nájera, 3. Conde de Treviño, 11. Señor de Amusco, Vizekönig von Navarra, † 13. Dezember 1535
  5. Elisabet Ramón Folch IV de Cardona, † 1512;
⚭ Alonso Felipe de Aragón y Gurrea, 2. Duque de Luna, 3. Conde de Ribagorza, Señor de la Baronía de Gurrea, * Saragossa 1487, † Saragossa 1550
  6. Enric de Cardona, * La Seu d’Urgell 1485, † 7. Februar 1530, Bischof von Barcelona (1506–1512), Erzbischof von Monreale (Sizilien, 1512–1530), Kardinaldiakon (24. November 1527)
  7. Lluis de Cardona, * Cardona 1487, † 1532, Abt von Santa María de Solsona, Bischof von Barcelona (1529–1531), Erzbischof von Tarragona (1531–1532)
  8. Aldonça de Cardona:
⚭ 1493 Miguel Ximénez de Urrea, 2. Conde de Aranda
  9. Teresa de Cardona, † 1562, Äbtissin von Pedralbes
  10. Pere de Cardona, † nach 1546, Barón d’Assuévar, Gouverneur von Katalonien;
⚭ Joana de Requesens, † nach 1505, Tochter von Galceran Bernat, alias Bernat Galceran de Requesens, 1. Conde de Palamós, Conde de Trivento y Avellino, Barón de Calonge, † 1505, und Elena del Balzo
    1. Ferrán de Cardona, * Barcelona, † nach 1548; Barón d’Assuévar i Soneja ;
⚭ Anna d’Oms, † nach 1543, Tochter von Berenguer d’Oms, Alcaide de Elna, General der Galeeren von Katalonien, und Joana d’Oms:
      1.         1. • Joana de Cardona;
⚭ Alfonso del Milá.
        2. Galcerán de Cardona, † vor 1614, Barón d’Assuévar i Soneja;
⚭ Mariana de Cardona, † nach 1614
          1. Violant de Cardona.
          2. Josep de Cardona, † nach 1624, Barón de Soneja i d’Assuévar;
⚭ Jerónima Llull de Cabrera, Tochter von Joan Llull i Soler, und Elisabet de Cabrera

    2. Galcerán de Cardona y Requesens, * Barcelona, † nach 1534.
    3. Pere de Cardona y Requesens, * Barcelona, † 1593, Gouverneur von Katalonien,
⚭ María d’Erill, * Barcelona, Tochter von Pere Lluis d’Erill-Orcau Argensola, Barón d’Erill, Orcau y de la mitad de Anglesola, und Joana de Cardona-Anglesola, Baronesa de l’Albí i de Cerviá
      1. Enric de Cardona y Erill, * Barcelona, † 1603, Gouverneur von Katalonien, Comendador de Biedma;
⚭ Violante de Centelles y Pinós, 4. Condesa de Centelles, Tochter von Ramón Guillén de Centelles y Carroz, 6. Conde de Quirra, Señor de la Baronía de Centelles en Cataluña, † 28. Juni 1565, und Juana de Pinós y Fenollet
      2. Mariana de Cardona, † nach 1614;
⚭ Galcerán de Cardona, Barón d’Assuévar i Soneja, † vor 1614
      3. Francesc de Cardona.
      4. Elisabet de Cardona.

  11. (nat) Jaume de Cardona, Barón de Verges, de Sant Morí, de Villahur, de Bellcaire i la Tallada;
⚭ Catalina de Rocabertí, Baronesa de Sant Mori, † 1545, Tochter von Bernat Hug de Rocabertí, Barón de Sant Mori, und Cecilia de Hostalric
  12. (nat) Joan de Cardona, † 1546, Abt von Santa María de Bellpuig de les Avellanes (1520–1531), Abt von Santa María de Solsona (1532–1546), Bischof von Barcelona (1531–1546), Kanzler von Katalonien (1534–1546);
⚭ 1513 Luisa de Blanes i de Sentmenat, Tochter von Loan de Blanes i de Conesa,
    1. Helena de Cardona, † nach 1565, Señora de la torre de Pallaresa;
⚭ Guillén de Josa, Señor de Madrona, Altés y Ogarn.
    2. (nat) Lluisa de Cardona, † um 1575;
⚭ Joan d’Armengol i de Terré, Barón de Rocafort de Montagut und Salmella, Sohn von Joan Salvio d’Armengol i de Pons, Barón de Rocafort de Queralt, Señor de Rocafort de Montagut, Vallespinosa y Salmella, und Anna Elisabet Terré i Malet

### Die Herzöge von Soma und Sessa
1. Ramón III de Cardona y Requeséns, † 10. März 1522, 1. Duque de Somas (12. Dezember 1502), 1. Conde de Oliveto (22. Dezember 1515), Barón de Belpuig, Linyola y Utxafavá, Vizekönig von Sizilien, Gran Almirante de las Galeras de Nápoles, Vizekönig von Neapel 1509, Capitán general de Italia, Generalísimo de la Santa Liga;
⚭ Elisabet de Requesens, 2. Condesa de Palamós, de Avellino y Trivento, Baronesa de Calonge, Erbtochter von Galcerán de Requeséns i Joan de Soler, 1. Conde de Palamós, Avelino y Trivento, Capitán de la Armada del rey Fernando de Nápoles, und Beatriz Enríquez – Vorfahren siehe oben
  1. Ferrán, alias Fernando Folch de Cardona Anglesola y Requeséns, * Neapel, † 13. September 1571, 2. Conde de Oliveto, 3. Conde de Palamós, de Trivento y de Avellino 6. Barón de Bellpuig, Calonge, Liñola y Utxafavá, Señor de los Estados, Villas y Lugares de su linea en Cataluña, y del Valle de Almonacid en Valencia, Gran Ammiraglio de Nápoles, capitán general del Mar del Reino de Nápoles, 2. Duque de Soma;
⚭Beatriz de Figueroa, † 5. August 1553, Tochter von Luis Fernández de Córdoba, 4. Conde de Cabra, 4. Vizconde de Iznájar, 6. Señor de las Villas de Baena, Rute, Zambra, Albendín, y Doña Mencía, Duque consorte de Sessa
    1. Ramón de Cardona II, * Barcelona, † Barcelona nach 8 Tagen um 1542
    2. Ana de Cardona y de Córdoba, * Barcelona 16. November 1542, † nach 1616;
⚭ Juan Ramírez de Guzmán, 2. Marqués de Ardales, Conde de Teba, Mariscal de Castilla, 5. Alcaide perpetual de la Alcazaba y Gibralfaro de Málaga, Sohn von Luis de Guzmán, 1. Marqués de Ardales, Conde de Teba, Mariscal de Castilla, und Ana de Toledo
    3. Luis de Cardona y Córdoba, * Tarragona 7. November 1548, † Neapel 6. März 1574, 3 Duque de Soma, 3. Conde de Oliveto, Barón de Bellpuig, de Calonge, Uxafavá y Liñola, 4. Conde de Palamós, Trivento y Avellino, Señor del Valle de Almonacid
    4. Antonio Fernández de Córdoba Cardona y Requesens, * Bellpuig 2. Dezember 1550, † Valladolid 6. Januar 1606, 4. Duque de Soma, Conde de Palamós, Conde de Oliveto, Conde de Avellino, Conde de Trivento, 5 Duque de Sessa, 3. Duque de Baena, 7. Conde de Cabra, Vizconde de Iznájar, Señor de Doña Mencía, Rute, Zambra y Albendín, Comendador de las Casas de Sevilla y Niebla;
⚭ Tora (Katalonien), 19. Juni 1578 Juana de Córdoba Cardona y Aragón, Tochter von Diego Fernández de Córdoba, „el Africano“, 3. Marqués de Comares, Alcaide de los Donceles, Señor de Lucena, Espejo y Chillón, Gouverneur und Generalkapitän von Orán und Mazarquivir, und Juana Folch de Cardona, 4. Duquesa de Segorbe, 4. Duquesa de Cardona, Condesa de Ampurias y Prades, Marquesa de Pallars
      1. Luis Paulo Andrés Fulgencio Fernández de Córdoba Folch de Cardona Aragón y Requesens, * Baena 25. Januar 1582, † Madrid 14. November 1642, 6. Duque de Sessa, 4. Duque de Baena, 8. Conde de Cabra, Vizconde de Iznájar, Señor de Rute, Zambra, Doña Mencía, y Albendín, 5. Duque de Soma, Conde de Palamós, Conde de Oliveto, Barón de Bellpuig, Barón de Liñola, Baron de Calonge, Gran Ammiraglio del regno di Napoli, Grande de España de 1. clase;
⚭ I 1598 Mariana de Rojas y Córdoba, 4. Marquesa de Poza, Señora de las villas de Monzón, Cavia, Valdespina, Serón y Santiago de la Puebla, Jefe y Cabeza de la Familia de Rojas, * Valladolid, getauft 5. Januar 1577, † Madrid 23. Mai 1630, Tochter von Francisco de Rojas y Córdoba, 3. Marqués de Poza, Señor de las villas de Monzón, Cavia, Valdespina, Serón y Santiago de la Puebla und Francisca Enríquez de Cabrera ;
⚭ II 1637 Francisca Luisa Portocarrero, 6. Marquesa de Villanueva del Fresno, 13. Señora de la villa de Moguer y de Villanueva de Barcarrota, * um 1609, † 1639, Tochter von Alonso Portocarrero II, 5. Marqués de Villanueva del Fresno, 12. Señor del Estado de Moguer y de Villanueva de Barcarrota, General der Galeeren von Portugal, „el marqués de Barcarrota“, † 1622, und Isabel de la Cueva
        1. (I) Antonio Francisco Fernández de Córdoba Folch de Cardona y Anglesola Aragón y Requesens II, * Madrid, getauft 19. April 1600, † 20. Januar 1659, 7. Duque de Sessa, 5. Duque de Baena, 9. Conde de Cabra, 9. Vizconde de Iznájar, Señor de las villas de Rute, Zambra, Doña Mencía, y Albendín, 6. Duque de Soma, Conde de Palamós, Conde de Oliveto, Barón de Bellpuig, Barón de Linola, Barón de Calonge, Gran Ammiraglio del Regno di Napoli, Grande de España de 1. Clase ;
⚭ 1619 Teresa Pimentel y Ponce de León, * 6. Juni 1596, † 30. August 1682, Tochter von Antonio Alonso-Pimentel de Quiñones, 9. Conde-Duque de Benavente, Conde de Luna, Conde de Mayorga, Grande de España de 1. clase, und María Ponce de León
          1. Luis Fernández de Córdoba III, Conde de Palamós, † als Kind
          2. Francisco María Dionisio Antonio Honorato Baltasar Fernández de Córdoba Folch de Cardona Aragón y Requesens, * Madrid, getauft 17. Oktober 1626, † Madrid 12. September 1688, Conde de Palamós, 8. Duque de Sessa, 6. Duque de Baena, 10. Conde de Cabra, 10. Vizconde de Iznájar, 6. Duque de Soma, Conde de Palamós, Conde de Oliveto, Avellino y Trivento, Barón de Bellpuig, Linola, Uxafavá y Calonge, Señor de las villas de Rute, Zambra, Doña Mencía, y Albendín, de las de Serón, Malpartida, Santiago de la Puebla, y sus jurisdicciones, Gran Ammiraglio del Regno di Napoli, Capitán general del Mar de Nápoles, Grande de España de 1. clase, Marqués consorte de Távara, Conde consorte de Alba de Liste, y de Villada, Leutnant, Generalkapitän und Vizekönig von Katalonien (1669–1673), Comendador de Almagro y Obrería;
⚭ I Montilla (Santiago) 24. Februar 1642 Isabel Luisa María Fernández de Córdoba y Figueroa, Tochter von Alfonso Fernández de Córdoba y Figueroa, „el Mudo“, 5. Marqués de Priego, 5. Duque de Feria, Marqués de Montalbán, de Celada y de Villalba, Conde de Zafra, Señor de la casa de Aguilar y de la ciudad de Montilla, Grande de España de 1. clase, und Juana Enríquez de Ribera;
⚭ II (annulliert) Mencia Dávalos, † 1679 im Kloster 1679, Tochter von Pedro Dávalos de Segura y de Francisca Merino y Aranda;
⚭ III Ana María Manuela Josefa Dominga Benita Teresa Buenaventura Pimentel de Córdoba Enríquez de Guzmán, später 6. Marquesa de Távara, 2. Condesa de Villada, Señora de Villafáfila, * um 1639, † 16. März 1683, Tochter von Enrique Enríquez Pimentel y Osorio, alias Pimentel Enríquez de Guzmán, 5. Marqués de Távara, 1. Conde de Villada, Gouverneur von Sizilien, Generalkapitän von Altkastilien und Galicien, Vizekönig von Navarra und Vizekönig von Aragón, und Francisca de Córdoba y Rojas;
⚭ IV Madrid (Königspalast) 11. Dezember 1683 María Andrea de Guzmán y Zúñiga, Tochter von Manuel Luis de Guzmán y Manrique de Zúñiga, 4. Marqués de Villamanrique, Marqués de Ayamonte, und Ana Dávila y Osorio, 11. Marquesa de Astorga, Marquesa de Velada, Condesa de Trastamara, Condesa de Santa Marta, Grande de España de 1. clase
            1. (I) Antonio III María Francisco José Fernández de Córdoba Cardona Aragón y Requesens, Conde de Palamós, * Cabra, getauft 7. April 1643, † als Kind
            2. (I) Alonso María José Francisco Antonio Fernández de Córdoba, getauft Cabra 1. April 1645, † als Kind
            3. (I) Francisco María José Fernández de Córdoba, getauft 9. Jun 1647, † vor 1688, 11. Conde de Cabra, Conde de Palamós;
⚭ Leonor de Moscoso Rojas y Córdoba, Tochter von Lope Hurtado de Mendoza Moscoso Osorio, 4. Marqués de Almazán, Conde de Monteagudo, und Juana de Rojas y Córdoba
            4. (I) Félix María Antonio Alonso Francisco Fernández de Córdoba Cardona y Requesens, * Cabra, getauft 11. Januar 1654, † Madrid 3. Juli 1709, 9. Duque de Sessa, 7. Duque de Baena, 12. Conde de Cabra, Conde de Iznájar, 8. Duque de Soma, Conde de Palamós, Conde de Oliveto, Conde de Trivento, Conde de Avellino, Barón de Bellpuig, Liñola, Uxafavá y Calonge, Gran Ammiraglio del Regno de Napoli, Capitán general del Mar del Reino de Nápoles, Señor de la villas de Rute, Zambra, Doña Mencía, Albendín, Santiago de la Puebla, Serón y Malpartida, Grande de España de 1. clase, Capitán general del Mar Acéano y del Ejército y Costas de Andalucía, Comendador de Estriana (Provinz León);
⚭ I Madrid 15. August 1678 Francisca Fernández de Córdoba y Rojas Portocarrero y Manrique, 3. Condesa de Casa Palma, 5. Condesa y Señora de la villa de las Posadas, 5. Marquesa de Guadalcázar, Señora del mayorazgo de Guadalamena, † Madrid 12. September 1680, Tochter von José Diego Fernández de Córdoba y Rojas Portocarrero Manrique, 2. Conde de Casa Palma, 4. Conde de las Posadas, Marqués de Guadalcázar, Señor de Guadalamena, Alférez mayor perpetual de Málaga, und Leonor María de Zapata de Silva y Guzmán;
⚭ II Madrid (Königspalast) 4. März 1685 Margarita María Teresa de Aragón y Benavides, * um 1665, † Madrid 10. August 1702, Tochter von Luis Ramón de Aragón Folch de Cardona y de Córdoba III, 6. Duque de Segorbe, 7. Duque de Cardona, Marqués de Comares y de Pallars, Conde de Ampurias y de Prades, Gran Condestable de Aragón, Alcaide de los Donceles, Grande de España de 1. clase, und María Teresa de Benavides Dávila y Corella
              1. (I) Francisca María Manuela Fernández de Córdoba Portocarrero y Manrique, * Madrid 21. Juli 1679, † Madrid 30. März 1722, 4. Condesa de Casa Palma, 6. Condesa de las Posadas, 8. Marquesa de Guadalcázar, Señora del mayorazgo de Guadalamena ;
⚭ I Madrid 3. Mai 1693 Francisco Nicolás de Velasco Ayala y Cárdenas, 4. Conde de Colmenar de Oreja, 11. Conde de Fuensalida, Grande de España, 6. Señor del estado de Villerias, y de las villas de Lillo, Huecas, Humanes y Guardamar, Alguazil mayor perpetual y hereditario de la imperial ciudad de Toledo ;
⚭ II Madrid 21. April 1710 Carlos Homodei Lasso de la Vega y Pacheco, 3. Marqués de Almonacid de los Oteros, Marchese della Piovera (Mailand), Conde de Pabias, Generalkapitän und Vizekönig von Katalonien, † Madrid 16. Januar 1725
              2. (I) María Josefa Fernández de Córdoba, * Madrid September 1680, † bald
              3. (II) Antonio Miguel Fernández de Córdoba y Aragón, alias Fernández de Córdoba Cardona y Requesens, * Madrid 15. Dezember 1685, † nach drei Tagen
              4. (II) Francisco Javier Manuel María Esustaquio Benito Antonio José Joaquín Mateo Rafael Ignacio Félix Luis Melchor Gaspar Baltasar Fernández de Córdoba Cardona y Requesens, alias Fernández de Córdoba y Aragón Folch de Cardona Anglesola y Requesens, * Cabra 20. September 1687, † Palacio Real de San Ildefonso 10. April 1750, 10. Duque de Sessa, 8. Duque de Baena, 13. Conde de Cabra, 13. Vizconde de Iznájar, 9. Duque de Soma, 15. Conde de Palamós, Conde de Oliveto, Barón de Bellpuig, de Calonge, Liñola y Uxafavá, de Monparler y Zeana, el Mor Ballestar, Almazola, Signoga y la Cendrosa, Gran Ammiraglio del Regno di Napoli, Capitán general del Mar del Reino de Nápoles, Señor de las villas de Serón, Santiago de la Puebla y Malpartida, y de las de Rute, Albendín y Doña Mencía con sus jursidcciones, Grande de España de 1. Clase ;
⚭ Teresa Manuela Antonia Fernández de Córdoba y Guzmán, Tochter von Francisco Fernández de Córdoba Folch de Cardona Anglesola y Requesens, 8. Duque de Sessa, Soma y Baena, und María Andrea de Guzmán y Zúñiga
                1. Francisco Xavier María Francisco de Paula Félix Benito Bernardo Jerónimo José Joaquín Domingo Antonio Diego Buenaventura Fernández de Córdoba Folch de Cardona y Aragón Anglesola y Requesens II, * Ciempezuelos bei Madrid 2. Juli 1706, † Madrid 4. Mai 1735, 14. Conde de Cabra, 14. Vizconde de Iznájar, Conde de Palamós :
⚭ Madrid 27. Juli 1727 María Teresa Pimentel y Borja, * um 1715, † Madrid 28. Dezember 1727, Tochter von Antonio Francisco Alfonso-Pimentel de Quiñones IV, 13. Conde-Duque de Benavente, Conde de Luna y Mayorga, Marqués de Jabalquinto, Marqués de Villa Real, Grande de España de 1. clase, Merino mayor de León y de Asturias, und Ignacia Juana de Borja y Centellas Fernández de Córdoba;
⚭ II Madrid (San Martín) 1. Juli 1731 Teresa María Francisca Xaviera Bárbara Mariana Clara de Guzmán y de Guevara, * August 1715, † Madrid 5. August 1742, Tochter von Sebastián Antonio Domingo de Guzmán y Spínola Enríquez de Mójica y Porres, 5. Marqués de Montealegre, Marqués de Quintana, Conde de los Arcos, Conde de Añover de Tormes, Conde de Castronuevo, Grande de España de 1. clase, und Melchora de la Trinidad Vélez Ladrón de Guevara y de Ligne, 12. Condesa de Oñate, Condesa de Villamediana, Marquesa de Guevara, Grande de España de 1. clase
                  1. (I) José Fernández de Córdoba y Guzmán Folch de Cardona y Aragón Anglesola y Requesens, Conde de Palamós

                2. Félix María Juan de la Cruz Nicasio Zavier Francisco de Paula Juan de Dios José Joaquín Benito Bernardo Vicente Ferrer Ignacio Antonio Ventura Fernández de Córdoba, * Madrid 14. Dezember 1709, † als Kind
                3. Buenaventura «Ventura Francisca» María Saturnina Manuela Joaquina Ana Josefa Margarita Andrea Benita Antonia Bernarda Nicolasa Francisca Melchora Gaspara y Baltasara Fernández de Córdoba Folch de Cardona Requesens y de Aragón, alias Fernández de Córdoba Folch de Cardona Anglesola y Requesens, * Madrid 2. Juni 1712, † Madrid 9. April 1768, 11. Duquesa de Sessa, 9. Duquesa de Baena , 15. Condesa de Cabra, 9. Duquesa de Soma, 15. Vizcondesa de Iznájar, 16. Condesa de Palamós, 10. Condesa de Oliveto, 16. Condesa de Trivento, Condesa de Avellino, 25. Baronesa de Bellpuig, Calonge, Liñola y Uxfavá;
⚭ Madrid (San Andrés) 10. Dezember 1731 Buenaventura Antonio Osorio de Moscoso Felípe de Guzmán Dávila y Aragón, 9. Conde de Altamira, Conde de Arzacóllar, Conde de Lodosa, Marqués de Leganés, Marqués de Morata de la Vega, Marqués de Poza, Marqués de Almazán, Duque de Sanlúcar la Mayor, Duque de Medina de las Torres, Príncipe di Aracena, Grande de España de 1. clase, * 1707, + 30. März 1734, Sohn von Antonio Domingo Mariano Osorio de Moscoso y Aragón, 8. Conde de Altamira, Marqués de Leganés, Duque de Sanlúcar la Mayor, Grande de España de 1. clase, und Ana Nicolasa Margarita María Manuela Dominga de Guzmán Dávila y Osorio, 13. Marquesa y Señora de la villa de Astorga, Marquesa de Velada, Marquesa de Ayamonte, Marquesa de Villamanrique, Condesa de Saltés, Condesa de Nieva, 4. Duquesa y Señora de Atrisco, Grande de España de 1. clase;
⚭ II Madrid 21. September 1749, José de Guzmán Vélez Ladrón de Guevara y de Tassís, 12. Conde de Oñate, Conde de Castronuevo, Conde de los Arcos, Conde de Villamediana, Conde de Campo Real, 6. Marqués de Montealegre, Marqués de Quintana del Marco, Marqués de Guevara, 3facher Grande de España de 1. clase, † 1781 – Nachkommen

              5. (II) María del Pilar Francisca de Borja Ana Aleja Benita Bernarda Antonia Isabel Dominga Ignacia Fernández de Córdoba y Aragón, * Madrid 4. Oktober 1688, † 28. März 1712;
⚭ Madrid (San Justo y Pastor) 17. April 1702 Pedro Manuel Colón de Portugal y Ayala de la Cueva Fajardo de Mendoza, Marqués de la Jamaica, später 8. Duque de Veragua, Duque de la Vega de la Isla de San Domingo, Conde de Gelves, Conde de Ayala, Conde de Villalonso, Almirante y Adelantado mayor de las Indias, Grande de España, Minister, † Madrid 17. April 1702
              6. (II) Buenaventura Manuel María Joaquín Eugenio José Francisco Gabino Antonio Ignacio Domingo Ramón Benito Ambrosio Bernardo Fernández de Córdoba y Aragón, * Madrid 6. September 1689, † Madrid 15. Mai 1735, Duque consorte de Atrisco;
⚭ 1708 Melchora Juana de Moctezuma Sarmiento de Valladares, 2. Duquesa de Atrisco, 5. Condesa de Moctezuma, Vizcondesa de Tula, Señora de Tultengo y de la Peza, Grande de España de 1. clase, † Madrid 21. Dezember 1717, Tochter von José Sarmiento de Valladares, 1. Duque y Señor de Atrisco, Generalkapitän und Vizekönig von Neuspanien, Grande de España, und Jerónima María de Moctezuma y Jofre de Loaisa
              7. (II) Joaquín José María Simón Antonio Francisco Xavier Pedro de Alcántara Diego Domingo Bernardo Cayetano Rafael Félix Alejo Juan de Dios Nicolás Ambrosio Fernández de Córdoba y Aragón, * Sanlúcar de Barrameda 20. Oktober 1699, † im Alter von 3 Jahren.
              8. (II) Antonio José María Hermenegildo Francisco de Paula Blas Félix Domingo Francisco Xavier Benito Bernardo Ambrosio Nicolás Fernández de Córdoba y Aragón, * Sanlúcar de Barrameda 16. April 1692, † Madrid im Alter von vier Jahren
              9. (II) Isabel Ana Isidora María Marina Benita Bernarda Micaela Josefa Fernández de Córdoba y Aragón,* Puerto de Santa María 15. März 1693, Nonne
              10. (II) José Miguel Juan Ignacio Félix Francisco Xavier Esteban Benito Bernardo Ambrosio Domingo Luis Alejo Ramón Diego Joaquín Fernández de Córdoba y Aragón, * Puerto de Santa María 29. Juli 1694
              11. (II) Luis Judas Tadeo Juan Pablo Pedro Francisco Xavier Benito Bernardo Ambrosio Melchor Baltasar Gaspar Miguel Gabriel Rafael Domingo Alejo Lázaro José Joaquín Fernández de Córdoba y Cardona, * Cabra 26. Juni 1695, † vor 1702.
              12. (II) María Ana Lorenza Teresa Benita Bernarda Ambrosia Dominga Juliana Tadea Alberta Jacoba Francisca Xaviera Fernández de Córdoba y Aragón, * Madrid 6. September 1696
              13. (II) Diego Pascual Pedro Juan Domingo Francisco Zavier Bernardo Benito Ambrosio Julián Melchor Gaspar Baltasar Judas Tadeo Fernández de Córdoba y Aragón, * Madrid 28. Juni 1698, † kurz nach seinem Vater
              14. (II) Teresa María Josefa Gila Francisca Zaviera Librada Benita Bernarda Ambrosia Dominga Agustina Pascuala Alberta Vicenta Fernández de Córdoba y Aragón, * Madrid 1. September 1699, † als Kind

            5. (II) María Regina Fernández de Córdoba y Dávalos, Nonne
            6. (III) Antonio Pimentel de Córdoba, 4. conde de Villada, * Barcelona, + daselbst
            7. (III) Luisa Pimentel, 7. Marquesa de Távara, 5. Condesa de Villada, 1693 Nonne
            8. (III) María de Córdoba y Pimentel, † als Kind
            9. (III) Teresa de Córdoba y Pimentel, Sor Teresa María de Jesús, † Februar 1694 als Nonne
            10. (III) Ana María Manuela Úrsula Rosolea Francisca Teresa Pimentel de Córdoba, alias Fernández de Córdoba y Pimentel Enríquez de Guzmán, * Madrid 17. Juni 1668, † Tordesillas 22. Februar 1726, 8. Marquesa de Távara, 6. Condesa de Villada(1693);
⚭ I 1. August 1687 Antonio José Félix Francisco de Toledo Osorio, alias de Toledo y Córdoba, Sohn von Fadrique Lorenzo de Toledo Osorio, 7. Marqués de Villafranca del Bierzo, Duque de Fernandina, Príncipe di Montalbano, Grande de España, und María Manuela de Jesús Fernández de Córdoba y Cardona ;
⚭ II Valerio Antonio de Zúñiga y Ayala, 7. Marqués de Aguilafuente, 6. Conde de Villalba, † 1712, Sohn von Manuel de Zúñiga y Enríquez, 5. Marqués de Aguilafuente, Señor del estado de Baza, und Francisca de Ayala y Osorio, 3. Condesa de Villalba, Señora de Abarca y de Villa Ramiro;
⚭ III Valladolid Gaspar de la Cerda y Leiva, unehelicher Sohn von Antonio Manuel Francisco José Joaquín de la Cerda y de Leyva
            11. (IV) Manuel Miguel Francisca Antonio Nicolás José María Cayetano Wenceslao Elzeario Fermín Nicasio Fernández de Córdoba Guzmán y Dávila, * Madrid 28. September 1684, †Puebla de los Ángeles, México, 12. Juli 1702;
⚭ Puebla de los Ángeles, México, Mai 1702 Melchora Juana de Moctezuma Sarmiento de Valladares, 4. Condesa de Moctezuma, Vizcondesa de Ilucán, Señora de las provincias de Tula y Tultengo en México, y de la villa de Peza, später 2. Duquesa y Señora de Atrisco Tochter von José Sarmiento de Valladares, 1. Duque y Señor de Atrisco, Generalkapitän und Vizekönig von Neuspanien, Grande de España, und Jerónima María de Moctezuma y Jofre de Loaisa, 3. Condesa de Moctezuma, Vizcondesa de Ilucán, Señora de Tula y Tultengo, y de la Peza
            12. (IV) Diego de Córdoba y Guzmán, * Madrid 1688, Kanoniker
            13. (IV) Teresa Manuela Antonia Francisca Mariana Josefa Juana Bernarda Benita Aleja Fernández de Córdoba y Guzmán, * Madrid 17. Juni 1688;
⚭ Francisco Javier Fernández de Córdoba Cardona y Aragón Folch de Cardona y Requesens, 13. Conde de Cabra, 10. Duque de Sessa

          3. Diego Pedro Juan Honorato Antonio Francisco Argimiro Fernández de Córdoba, marqués de Huétor de Santillán, conde de Villaumbrosa, getauft Cabra 8. Juli 1630, † Madrid 7. Februar 1702;
⚭ I Königspaslst in Madrid 3. April 1661 María de Bazán Benavides y Dávalos, Señora y 1. Marquesa de Huétor de Santillán (2. April 1661), Tochter von Francisco de Benavides y de la Cueva, 7. Conde de Santisteban del Puerto, und Brianda María de Bazán;
⚭ II María Petronila Niño de Porres Enríquez de Guzmán, 3. Condesa de Villaumbrosa, Condesa de Castronuevo, Marquesa de Quintana del Marco, Erbtochter von García Niño de Ribera, 2. Conde de Villaumbrosa, Señor de Nuez, und Francisca de Porres y Enríquez, 3. Condesa de Castronuevo, Marquesa de Quintana del Marco
          4. Gonzalo Manuel Domingo Francisco Antonio Honorato Sixto Felicísimo Agapito Fernández de Córdoba y Pimentel, * Cabra, getauft 13. August 1631, † 7. Juni 1663
          5. Mariana Fernández de Córdoba Cardona y Aragón, * Madrid, getauft 15. März 1628;
⚭ Cabra 3. Dezember 1641 Luis Ignacio Fernández de Córdoba y Figueroa, Marqués de Montalbán y Villalba, später 6. Marqués de Priego, 6. Duque de Feria, Señor y Pariente mayor de la casa de Córdoba, Señor del estado de Aguilar y de la ciudad de Montilla, Grande de España de 1. clase, Sohn von Alonso Fernández de Córdoba y Figueroa II, „el Mudo“, 5. Marqués de Priego, Duque de Feria, und Juana Enríquez de Ribera y Girón
          6. María Manuela Francisca de Jesús Fernández de Córdoba Cardona y Aragón, * Cabra, getauft 1. Januar 1634, † 1679;
⚭ Madrid, Fadrique Lorenzo de Toledo Osorio, 7. Marqués de Villafranca del Bierzo, Marqués de Villanueva de la Valdueza, Duque de Fernandina, Príncipe di Montalbano, Grande de España, Vizekönig von Sizilien, * 27. Februar 1635, † 1705, Sohn von Fadrique de Toledo Osorio, 1. Marqués de Villanueva de la Valdueza, und Elvira Ponce de León

      2. Gonzalo Andrés Domingo Fernández de Córdoba, „el otro Gran Capitán“, * Cabra 31. Dezember 1585, † Montalbán de Aragón 16. Februar 1645, 1. Principe di Maratea (Sizilien, 1624), Reichsfürst (1625)

    5. Jerónimo de Cardona y Córdoba, * Barcelona 5. Dezember 1552, † als Kind

  2. Antoni de Cardona i Requesens, † nach 1543.
  3. Caterina de Cardona i Requesens, † 1577;
⚭ Don Ferrante d’Aragona, 1. Duca di Montalto, † 1542, unehelicher Sohn von Ferdinando I., Duca di Calabria, König von Neapel 1458/1494 (Haus Trastámara)